# Ambasada RP w Luandzie
Ambasada Rzeczypospolitej Polskiej w Luandzie (port. Embaixada da República da Polónia em Luanda) – polska misja dyplomatyczna w stolicy Republiki Angoli.
Ambasador RP rezydujący w Luandzie oprócz Republiki Angoli akredytowany jest również w: Demokratycznej Republice Konga, Republice Gabońskiej, Republice Konga, Republice Środkowoafrykańskiej i Demokratycznej Republice Wysp Świętego Tomasza i Książęcej.

## Historia

### Angola
Polska uznała niepodległość Angoli 11 listopada 1975, czyli w dniu jej ogłoszenia. Stosunki dyplomatyczne pomiędzy oboma krajami nawiązano 21 listopada 1975 na szczeblu ambasad. Ambasadę w Luandzie utworzono w kwietniu 1976.

### Demokratyczna Republika Konga
Polska uznała niepodległość Demokratycznej Republiki Konga 30 czerwca 1960, czyli w dniu jej ogłoszenia. Stosunki dyplomatyczne pomiędzy oboma krajami nawiązano we wrześniu 1960. W 1961 rząd PRL otworzył swoje przedstawicielstwo dyplomatyczne w Stanleyville (obecnie Kisangani). Następnie przeniesiono je do Léopoldville (obecnie Kinszasa). Ambasada RP w Kinszasie działała nieprzerwanie do 2008, gdy została zlikwidowana. Od tego roku w Demokratycznej Republice Konga akredytowany jest ambasador RP w Luandzie.

### Gabon
Polska nawiązała stosunki dyplomatyczne z Gabonem 16 października 1976. W tym kraju nigdy nie istniała polska placówka dyplomatyczna. Akredytowani byli tam ambasadorzy RP w Kinszasie, a od jej zlikwidowana w 2008 ambasadorzy RP w Luandzie.

### Kongo
Polska uznała niepodległość Konga 15 sierpnia 1960, czyli w dniu jej ogłoszenia. Stosunki dyplomatyczne pomiędzy oboma krajami nawiązano 19 grudnia 1972 na szczeblu ambasad. W tym kraju nigdy nie istniała polska placówka dyplomatyczna. Akredytowani byli tam ambasadorzy RP w Kinszasie, a od jej zlikwidowana w 2008 ambasadorzy RP w Luandzie.

### Republika Środkowoafrykańska
Polska nawiązała stosunki dyplomatyczne z Republiką Środkowoafrykańską 15 stycznia 1970 na szczeblu ambasad. W tym kraju nigdy nie istniała polska placówka dyplomatyczna. Akredytowani byli tam ambasadorzy RP w Kinszasie, a od jej zlikwidowana w 2008 ambasadorzy RP w Luandzie.

### Wyspy Świętego Tomasza i Książęca
Polska uznała niepodległość Wysp Świętego Tomasza i Książęcej 15 lipca 1975, czyli 3 dni po jej ogłoszeniu. Stosunki dyplomatyczne pomiędzy oboma krajami nawiązano 20 listopada 1978 na szczeblu ambasad. W tym kraju nigdy nie istniała polska placówka dyplomatyczna. Akredytowani są tam ambasadorzy RP w Luandzie.